# Dragi Kanatlarovski
Dragi Kanatlarovski  (mak. Драги Канатларовски) (Bitolj, Makedonija, 8. studenog 1960.) je bivši nogometni jugoslavenski i makedonski reprezentativac i izbornik makedonske reprezentacije, a danas nogometni trener. Igrao je na poziciji veznog igrača.

## Igračka karijera

### Klupska karijera
Profesionalni debi 1982. imao je u Pelisteru iz Bitolja, u kojem je igrao tri sljedeće sezone. Dobrim igrama zainteresirao se najtrofejniji makedonski klub Vardar iz Skoplja u koji prelazi na početku Prvenstva Jugoslavije 1985./86.
U ljeto 1989. preselio se u Crvenu zvezdu iz Beograda s kojom je u sezoni 1989./90. osvaja prvenstvo Jugoslavije i Kup maršala Tita.
Od 1990. do 1992. igra u Španjolskoj u tadašnjem drugoligašu Deportivu La Coruñi s kojom uspijeva vratiti u La Ligi i ostao je još jednu sezonu. Nakon godinu dana neaktivnosti, nastavlja u turskom Karşıyaki, prije povratka u Makedoniju gdje završava svoju karijeru u Pobedi iz Prilepa.

### Reprezentativna karijera
U Jugoslavenskoj reprezentaciji igrao je samo jednom u prijateljskoj utakmici 28. ožujka 1990. protiv Poljske u Łódźu (0:0).
Za Makedonsku reprezentaciju odigrao je 10 utakmica i postigao 2 gola. Bio je u sastavu reprezentacije u prvoj povijesnoj utakmici za makedonski nogomet 13. listopada 1993. protiv  Slovenije u Kranju. Karijeru reprezentativca je završio 7. lipnja 1995. na utakmici kvalifikacija za Euro 1996, protiv reprezentacije Belgije u Skoplju (0:5).

## Trenerska karijera
Po završetku nogometne karijere počeo se baviti trenerskim pozivom. Bio je dva puta izbornik Makedonske nogometne reprezentaciju. Prvi put (1999. – 2001. je bio trener do kraja Kvalifikacija za Svjetsko prvenstvo 2002. kad je zamijenjen jer su se nisu uspjeli kvalificirati za Svjetsko prvenstvo 2002. Drugi put (od 2003. do 2005.) kada je nakon poraza protiv Andore u Kvalifikacijama za Svjetsko prvenstvo 2006. smijenjen. Zamijenio ga je Slobodan Santrač.
Između dva treniranja reprezentacije trenirao je Belasicu iz Strumice (od 2001. do 2002.)  ali je otpušten ponovno 2002., iste godine Kumanovo i od 2002. do 2003. Pobedu iz Prilepa, iako je 2003. istorvremeno vodio i reprezentaciju. U siječnju 2004. postavljen je službeno za trenera reprezentacije.
Trener Vardara postao je u prosincu 2005., a 2008. je postao trener Lokomotiva iz Plovdiva.

## Vanjske poveznice
- Službene stranice
- National-Football-Teams.com
- Nogometna federacija Makedonije  Arhivirana inačica izvorne stranice od 21. veljače 2013. (Wayback Machine)